# Super Paper Mario

Logoul Super Paper Mario

Super Paper Mario este un joc dezvoltat de Camelot și publicat de Nintendo. Jocul a apărut pentru consola Wii pe data de 9 aprilie 2007 în America și 19 aprilie 2007 în Japonia.

## Poveste
Jocul îl are în prim-plan pe Mario, un erou care trebuie să salveze din nou lumea.

## Personaje
- Mario- Mario este un instalator cu pălărie roșie și salopetă albastră. Se pricepe la sărit.

- Princess Peach- Această prințesă este capturată de către Count Bleck și forțată să se căsătorească cu Bowser.

- Bowser- El este regele tribului Koopa. Este puternic, mare și poate scuipa foc.

- Luigi- Este fratele geamăn al lui Mario. Se pierde după ce este aspirat într-un vortex creat de Count Bleck.

- Tippi- Un Pixl care arată ca un fluture. Poate să îi ofere indicații despre inamici și obiecte lui Mario.

- Count Bleck- Folosind o carte denumită Dark Prognosticus, dorește să cucerească/distrugă toate dimensiunile.

- Nastasia- Mâna dreaptă a lui Conut Bleck, ea poate să hipnotizeze alți oameni.

- Dimentio- Un ajutor al lui Count Bleck. Arată ca un măscărici și se poate teleporta.

- O'Chunks- Un ajutor de-al lui Count Bleck, O'Chunks este puternic, dar nu tocmai inteligent.